# Cladopus fallax
Cladopus fallax là một loài thực vật có hoa trong họ Podostemaceae. Loài này được C.Cusset mô tả khoa học đầu tiên năm 1973.